# Mickey's Orphans
Mickey's Orphans er en amerikansk animeret kortfilm fra 1931. Filmen blev produceret af Walt Disney Productions og udgivet af Columbia Pictures. Tegnefilmen finder sted ved juletid og har Mickey Mouse, Minnie Mouse og Pluto i hovedrollerne. Den er instrueret af Burt Gillett med stemmer fra Walt Disney som Mickey og Marcellite Garner som Minnie. Filmen var den 36. film om Mickey Mouse og årets tolvte.
Filmen blev nomineret til en Oscar for bedste korte animationsfilm ved Oscaruddelingen 1932, det første år prisen blev givet. Den tabte til en anden Disneyfilm, Blomster og træer, Disneys første farvefilm.